# Боньково-Подлесьне
Боньково-Подлесьне (пол. Bońkowo Podleśne) — село в Польщі, у гміні Радзанув Млавського повіту Мазовецького воєводства.
Населення — 140 осіб (2011).

## Демографія
Демографічна структура станом на 31 березня 2011 року:
|          | Загалом | Допрацездатний вік | Працездатний вік | Постпрацездатний вік |
| -------- | ------- | ------------------ | ---------------- | -------------------- |
| Чоловіки | 70      | 16                 | 45               | 9                    |
| Жінки    | 70      | 11                 | 41               | 18                   |
| Разом    | 140     | 27                 | 86               | 27                   |